# Dobříkov u Chocně
Dobříkov u Chocně – przystanek kolejowy w Dobříkovie, w kraju pardubickim, w Czechach. Położony jest na magistrali Kolín - Česká Třebová. Znajduje się na wysokości 265 m n.p.m.
Na przystanku nie ma możliwości zakupu biletu, a obsługa podróżnych odbywa się w pociągu.

## Linie kolejowe
- 010 Kolín - Česká Třebová